# Klickitat County
Klickitat County är ett administrativt område i delstaten Washington, USA, med 20 318 invånare. Den administrativa huvudorten (county seat) är Goldendale.  

## Geografi
Enligt United States Census Bureau så har countyt en total area på 4 931 km². 4 848 km² av den arean är land och 83 km² är vatten. 

### Angränsande countyn
- Yakima County, Washington - nord
- Benton County, Washington - nordöst
- Morrow County, Oregon - sydöst
- Gilliam County, Oregon - sydöst
- Sherman County, Oregon - syd
- Hood River County, Oregon - sydväst
- Wasco County, Oregon - sydväst
- Skamania County, Washington - väst